# Friedrich Graubner
Friedrich Graubner(-Roques) (* 22. Januar 1823 in Frankfurt am Main; † 9. Dezember 1890 ebenda) war ein Kaufmann und Politiker der Freien Stadt Frankfurt.

## Leben
Graubner lebte als Kaufmann in Frankfurt am Main. Dort war er Miteigentümer der Firma Jakob Ludwig Graubner und Söhne, einem Handel in Fellen und Häuten. Von 1854 bis 1860 und erneut von 1875 bis 1882 war er Mitglied der Frankfurter Handelskammer. Er war Aufsichtsratsmitglied der Mitteldeutschen Creditbank.
Er gehörte 1857, 1859 und 1861 dem Gesetzgebenden Körper der Freien Stadt Frankfurt an. Von 1861 bis zum Ende de Freien Stadt Frankfurt 1866 war er auch Mitglied in der Ständigen Bürgerrepräsentation der Freien Stadt Frankfurt. Später war er Stadtrat.